# Antoni Zygmund
Antoni Zygmund, född 26 december 1900 i Warszawa, död 30 maj 1992 i Chicago, var en polsk-amerikansk matematiker. Han arbetade främst inom området matematisk analys, särskilt harmonisk analys, och anses vara en av 1900-talets främsta analytiker.

## Utmärkelser
- Guggenheimstipendiet,  1953[15]
- Leroy P. Steele-priset,  1979[10][16]
- National Medal of Science,  1986[17]

[Redigera Wikidata]